# Peter Fuchs (Ethnologe)
Peter Fuchs (* 2. Dezember 1928 in Wien; † 17. November 2020) war ein österreichischer Ethnologe und Afrikanist.

## Leben
Peter Fuchs studierte an der Wiener Universität Ethnologie, Anthropologie, Afrikanische Sprachen und Philosophie. Nach der Promotion 1954 war Fuchs zehn Jahre als freiberuflicher Ethnologe und Schriftsteller tätig.
Fuchs habilitierte sich 1968 und war von 1978 bis 1994 Professor für Ethnologie an der Universität Göttingen. Auch nach dem Eintritt in den Ruhestand führt er seine Forschungen und Publikationen weiter.
Er war Mitglied der Deutschen Gesellschaft für Völkerkunde, der Société des Africanistes in Paris und der Anthropologischen Gesellschaft in Wien.
Fuchs hat Beiträge in Zeitschriften wie Geo und Bild der Wissenschaft sowie in Sammelwerken veröffentlicht.

## Forschungsgebiete
Die Kulturen der zentralen und südöstlichen Sahara sowie die Kulturen des mittleren Sahel (Tschad) waren die regionalen Schwerpunkte der langjährigen Feldforschungen, die Peter Fuchs zwischen 1952 und 1996 durchgeführt hat. Zentrales Thema dieser Forschungsprojekte waren die kulturellen Strategien, die in den verschiedenen Regionen und in den verschiedenen Kulturen entwickelt wurden, um die menschliche Existenz unter den Herausforderungen extremer Umweltbedingungen zu gewährleisten. Sie offenbaren der empirischen Kulturforschung die Richtungen, Möglichkeiten und Grenzen der kulturellen und biologischen Evolution des Menschen.

### Forschungsprojekte in der Sahara
Peter Fuchs begann seine Forschungen in der Sahara bei den saharischen Hirten, die spezielle, an die kargen Ressourcen der Wüste optimal angepasste Wirtschaftsformen entwickelt haben. Jahrhundertelange Erfahrungen und das überlieferte Wissen von vielen Generationen ermöglicht es den saharischen Nomaden, die riesigen Gebiete der Sahara, die für eine sesshafte Lebensweise nicht geeignet sind, wirtschaftlich zu nutzen.
Dem ersten Forschungsaufenthalt 1952 bei den nomadischen Tuareg in der zentralen Sahara folgten Forschungen im Tibestigebirge und in Borku (östliche Sahara), die von den Tubu (Teda) bewohnt werden. 1956 wurden die Forschungen in Ennedi (Südostsahara) weitergeführt. Die Kulturen der Bewohner von Ennedi, die Bideyat (Bäle), Unja und andere, waren damals den Ethnologen noch weitgehend unbekannt.
Andere Forschungsprojekte haben die Saharaforschung für längere Zeit unterbrochen. Erst 1970 wurden sie wieder aufgenommen mit dem Projekt Kulturen der sesshaften saharischen Oasenbewohner und dem regionalen Schwerpunkt Oasen im Erg von Bilma im saharischen Nordosten der Republik Niger. 1971/72 wurde Fachi, Oase der Sahara-Kanuri, zum Forschungsschwerpunkt. Längere Aufenthalte folgten 1974, 1976/77 und 1984.

### Forschungsprojekte im tschadischen Sahel 1959–1965 und 1995/1996
Dürreperioden sind charakteristisch für die Variabilität des Sahelklimas. Die Bewältigung dieser ständigen Bedrohung stellt eine besondere Herausforderung für die kulturellen Strategien der Bauern- und Hirtenkulturen des Sahel dar. Regionaler Schwerpunkt der Sahelforschungen wurde die zentraltschadische Gebirgsregion des Guéra. In diesem Gebiet leben fünfzehn kulturell und sprachlich sehr verschiedene Ethnien von Sahelbauern, die unter der arabischen Bezeichnung Hadjerai (wörtlich ‚Bewohner der Felsen‘) zusammengefasst werden. Jede Ethnie bewohnt eines der Inselbergmassive, die für die Region Gera charakteristisch sind. Dazwischen liegen ausgedehnte Gras- und Baumsavannen, in die zunehmend arabische Rinderhirten (Baggara) einwandern. Die Folge sind beträchtliche Spannungen, die eine ernste Bedrohung für den traditionell friedlichen wirtschaftlichen Austausch zwischen Hadjerai und Arabern darstellen. Das langjährige Forschungsprojekt wurde 1965 durch den Ausbruch des 30-jährigen Bürgerkrieges im Tschad unterbrochen. Erst 1995/96 konnte Fuchs wieder in die Gera-Region einreisen und die Forschungen vorläufig abschließen.

### Interdisziplinäres Forschungsprojekt Encyclopaedia Cinematographica
Im Verlauf seiner Feldforschungen in Afrika hat Peter Fuchs 76 wissenschaftliche ethnographische Filmdokumentationen aufgenommen, die zwischen 1955 und 1979 in der Encyclopaedia Cinematographica veröffentlicht wurden.

## Schriften

### Sahara
- Im Land der verschleierten Männer. Amandus, Wien 1953.
- Weißer Fleck im schwarzen Erdteil. Meine Expedition nach Ennedi. Eichhorn, Stuttgart 1958.
- Die Völker der Südost-Sahara. Tibesti, Borku, Ennedi. Braumüller, Wien 1961.
- Das Brot der Wüste. Sozio-Ökonomie der Sahara-Kanuri von Fachi. Steiner, Wiesbaden, Stuttgart 1983, ISBN 3-515-03764-0.
- Fachi. Sahara-Stadt der Kanuri. Steiner, Wiesbaden, Stuttgart 1989, ISBN 3-515-05003-5.
- Menschen der Wüste. Westermann, Braunschweig 1991, ISBN 3-07-509266-5.

### Sahel
- Afrikanisches Dekamerone. Erzählungen aus Zentralafrika. Deutsche Verlagsanstalt, Stuttgart 1961.
- Das Antlitz der Afrikanerin. Bildmonographie. Deutsche Verlagsanstalt, Stuttgart 1966.
- Kult und Autorität. Die Religion der Hadjerai. Reimer, Berlin 1970.
- Encyclopaedia Cinematographica: Tschad und Sahara. Ethnographische Filmdokumente. Institut für den Wissenschaftlichen Film, Göttingen 1976.
- Tschad Bonn, Schröder 1966. Sudan. Landschaften, Menschen, Kulturen zwischen Niger und Nil. Schroll, Wien und München 1977, ISBN 3-7031-0447-3.
- La Religion des Hadjeray. L’Harmattan, Paris 1997, ISBN 2-7384-5248-5.
- Das Business-Gen. Wie sich der Mensch von der Evolution abkoppelt. Klett-Cotta, Stuttgart 2004, ISBN 3-608-94059-6.
- Les Contes Oubliés des Hadjeray du Tchad. L’Harmattan, Paris 2005, ISBN 2-7475-9757-1.